# Giochi della XXXI Olimpiade
I Giochi della XXXI Olimpiade (in portoghese Jogos da XXXI Olimpíada), noti anche come Rio 2016, si tennero a Rio de Janeiro, in Brasile, dal 5 al 21 agosto 2016.
Prima volta di un'Olimpiade in Sudamerica, si tratta anche della terza edizione dei Giochi estivi nell'Emisfero Sud dopo le due esperienze australiane di Melbourne 1956 e Sydney 2000.
I giochi del 2016 videro la partecipazione di 11000 atleti da 205 Paesi, tra cui gli esordienti Kosovo, Sudan del Sud e Atleti Olimpici Rifugiati.

## Assegnazione
Il processo per selezionare la città che avrebbe ospitato i Giochi della XXXI Olimpiade ebbe inizio ufficialmente il 16 maggio 2007. Le città candidate poterono presentare le loro offerte al Comitato Olimpico Internazionale (CIO) a partire dal 13 settembre 2007 ed entro il 14 gennaio 2008.
Il 4 giugno 2008 il Comitato Olimpico selezionò i finalisti: Chicago, Madrid, Rio de Janeiro e Tokyo (già ospitante i Giochi Olimpici del 1964). Il CIO scartò invece Doha, Baku e Praga: la città del Qatar, nonostante avesse anche realizzato un punteggio più alto rispetto alla futura città ospitante, ovvero Rio de Janeiro, aveva intenzione di ospitare i giochi nel mese di ottobre, al di fuori del calendario sportivo del CIO; Praga e Baku non raggiunsero invece un punteggio sufficiente.
L'ex-atleta marocchina Nawal El Moutawakel ricoprì per la seconda volta, dopo le Olimpiadi di Londra 2012, il ruolo di presidentessa del Comitato Olimpico durante la votazione finale, svoltasi il 2 ottobre 2009 a Copenaghen, in Danimarca, durante la 121ª Sessione del CIO. Chicago e Tokyo vennero eliminate rispettivamente dopo il primo e il secondo turno, mentre durante il terzo turno Rio de Janeiro prevalse su Madrid. Dopo la squalificazione di Buenos Aires per quattro volte, e di Brasilia durante le candidature per i Giochi Olimpici del 2000, Rio de Janeiro diventò la prima città dell'America meridionale a ospitare le Olimpiadi estive.
| Città          | Nazione               | 1º giro | 2º giro | 3º giro |
| Rio de Janeiro | Brasile               | 26      | 46      | 66      |
| Madrid         | Spagna                | 28      | 29      | 32      |
| Tokyo          | Giappone              | 22      | 20      | -       |
| Chicago        | Stati Uniti d'America | 18      | -       | -       |

## Sviluppo e preparazione

### Organizzazione
Il 26 giugno 2011 è stata riportata la notizia delle dimissioni di Roderei Generali, il direttore esecutivo del Comitato organizzatore dei Giochi Olimpici di Rio de Janeiro, ad un solo anno dall'inizio del lavoro. Questo solo cinque mesi dopo la rinuncia del direttore esecutivo Flavio Pesta per motivi personali. Pesta si ritirò più tardi durante i Giochi Paralimpici del 2012. Renato Ciucin divenne quindi il nuovo direttore esecutivo.

#### Rivoluzione urbana

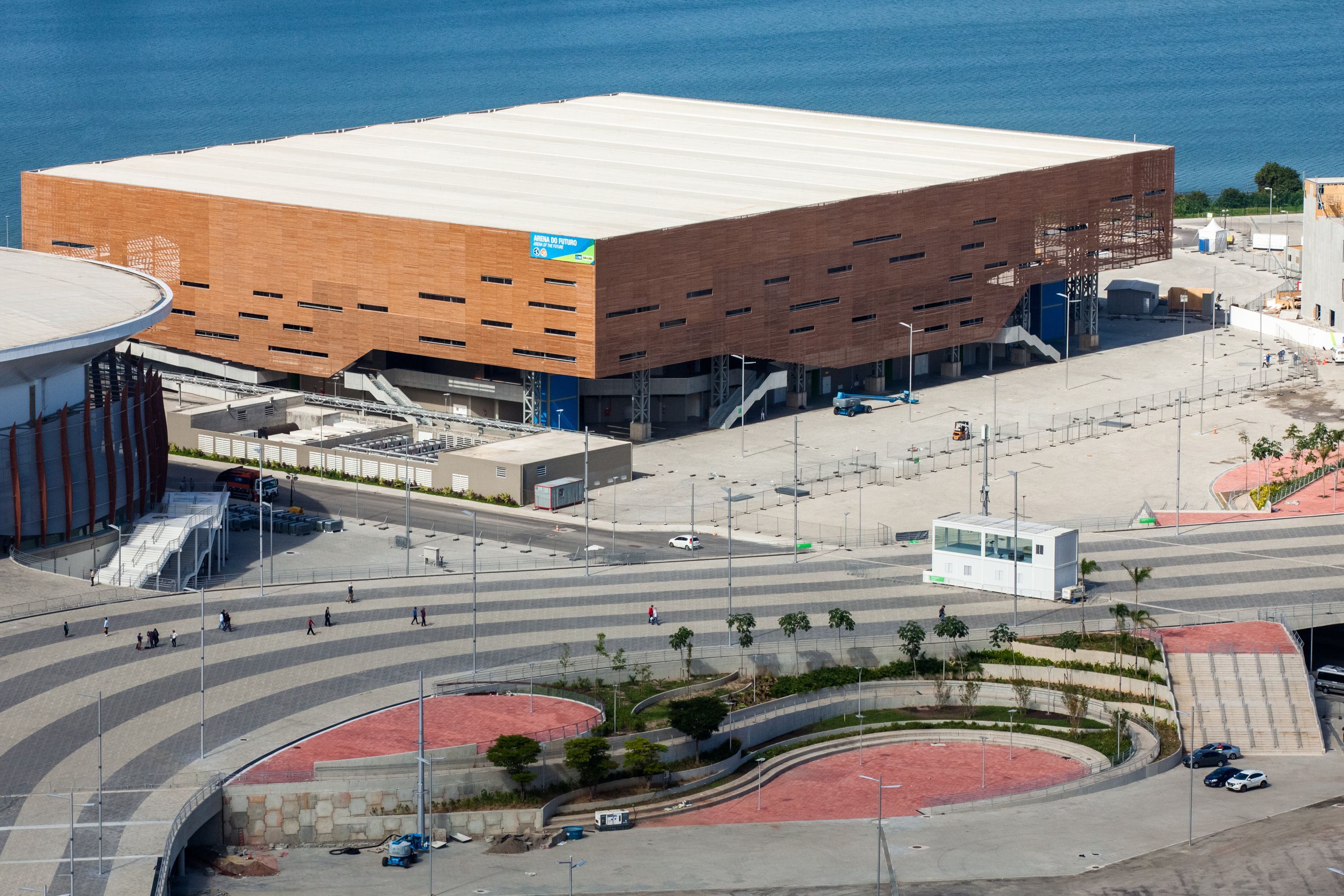
Future Arena, una sede temporanea progettata per la futura ricostruzione in edifici scolastici

La ristrutturazione urbana ha coinvolto 700 km (430 mi) di reti pubbliche per l'approvvigionamento idrico, i servizi igienico-sanitari, il drenaggio, l'elettricità, il gas e le telecomunicazioni; 4 km di tunnel; 70 km di strade; 650 km2 di marciapiedi; 17 km di pista ciclabile; 15.000 alberi; e tre impianti di trattamento igienico-sanitari. Come parte di questa ristrutturazione, è stato costruito un nuovo tram dall'aeroporto Santos Dumont a Rodoviária Novo Rio, la cui apertura è prevista per aprile 2016.
I Giochi hanno richiesto oltre 200 chilometri di recinzioni di sicurezza. Per assemblare e fornire i mobili e gli arredi del Villaggio Olimpico è stato utilizzato un magazzino di 15.000 metri quadrati a Barra da Tijuca. Il secondo magazzino di 90.000 metri quadrati a Duque de Caxias, vicino alle strade di accesso agli impianti, conteneva tutte le attrezzature necessarie per gli eventi sportivi.

#### Sostenibilità
Come aspetto della sua candidatura, il comitato organizzatore di Rio ha pianificato di concentrarsi sulla sostenibilità e sulla protezione ambientale come tema dei Giochi del 2016, definendoli "Giochi verdi per un pianeta blu". Come progetti legacy, gli organizzatori intendevano introdurre una gamma più ampia di opzioni di trasporto pubblico, aggiornare l'infrastruttura delle favelas per fornire migliori trasporti e accesso ai servizi pubblici, aggiornare il sistema fognario di Rio per correggere il livello di inquinamento nella baia di Guanabara, e piantare 24 milioni di piantine per compensare le emissioni di carbonio previste dai Giochi.
L’attenzione alla tutela dell’ambiente ha influenzato anche l’attuazione di alcuni protocolli olimpici. Per ridurre le emissioni, il calderone olimpico è stato progettato per essere più piccolo rispetto alle versioni precedenti, utilizzando una scultura cinetica per migliorarne l'aspetto al posto di un corpo di fiamme più grande. Le medaglie di bronzo e d'argento, così come i nastri su tutte le medaglie, sono stati progettati per incorporare materiali riciclati.

#### Biglietti
I prezzi dei biglietti sono stati annunciati il 16 settembre 2014, tutti venduti in real brasiliani (BRL). In totale dovevano essere venduti 7,5 milioni di biglietti, con prezzi che andavano da 40 BRL per molti eventi a 4.600 BRL per i posti più costosi alla cerimonia di apertura.

### Sedi di gara

Luoghi per gli sport dell'Olimpiade 2016

I Giochi Olimpici e paralimpici del 2016 hanno utilizzato una serie di strutture in parte preesistenti e in parte costruite ex-novo. La maggior parte degli eventi si tiene a Barra da Tijuca, che ospita anche il villaggio olimpico. I restanti eventi sono concentrati in tre diverse zone: Copacabana, Maracanã e Deodoro. Gli unici eventi a svolgersi fuori città sono alcune partite di calcio.

#### Rio de Janeiro

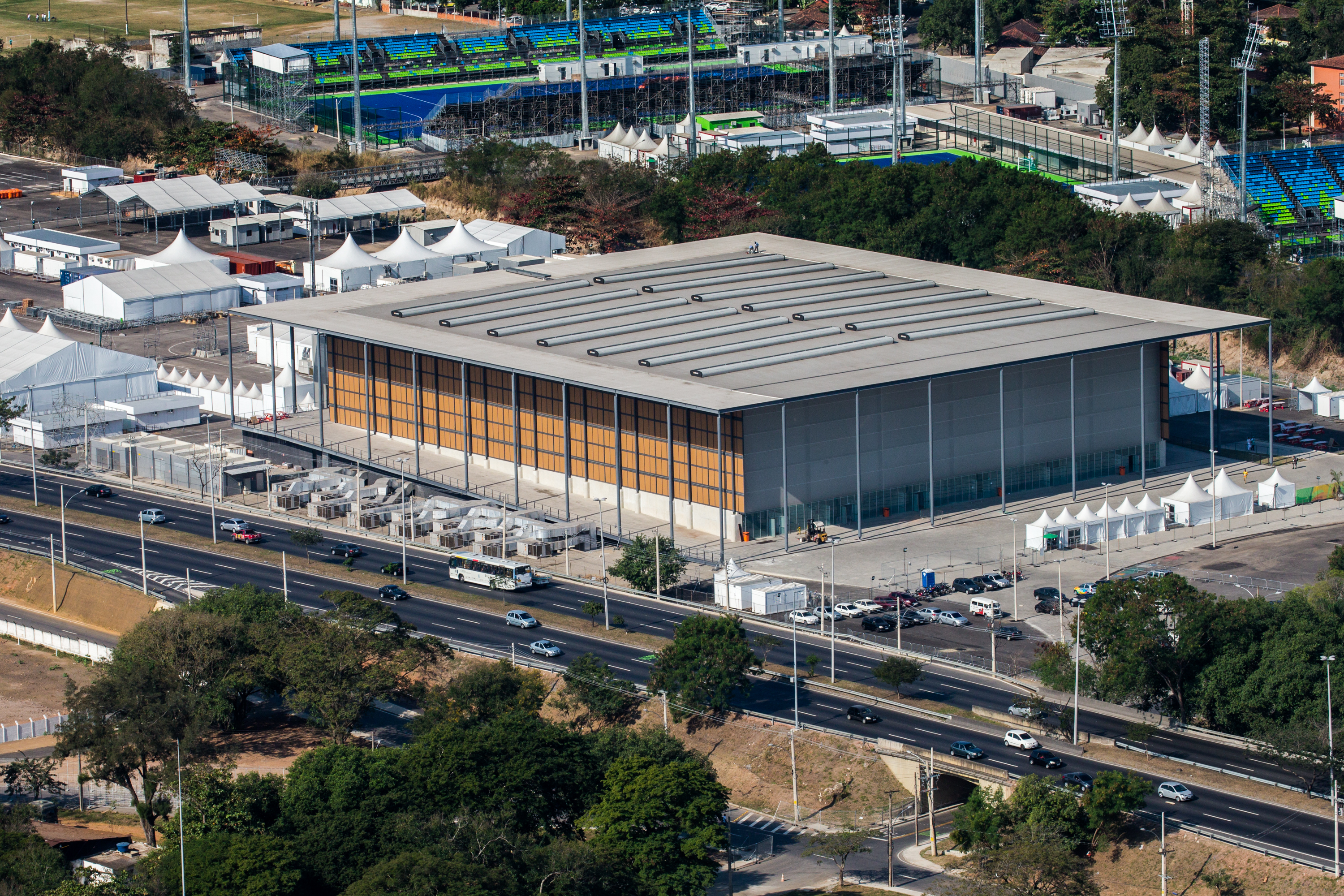
Arena da Juventude

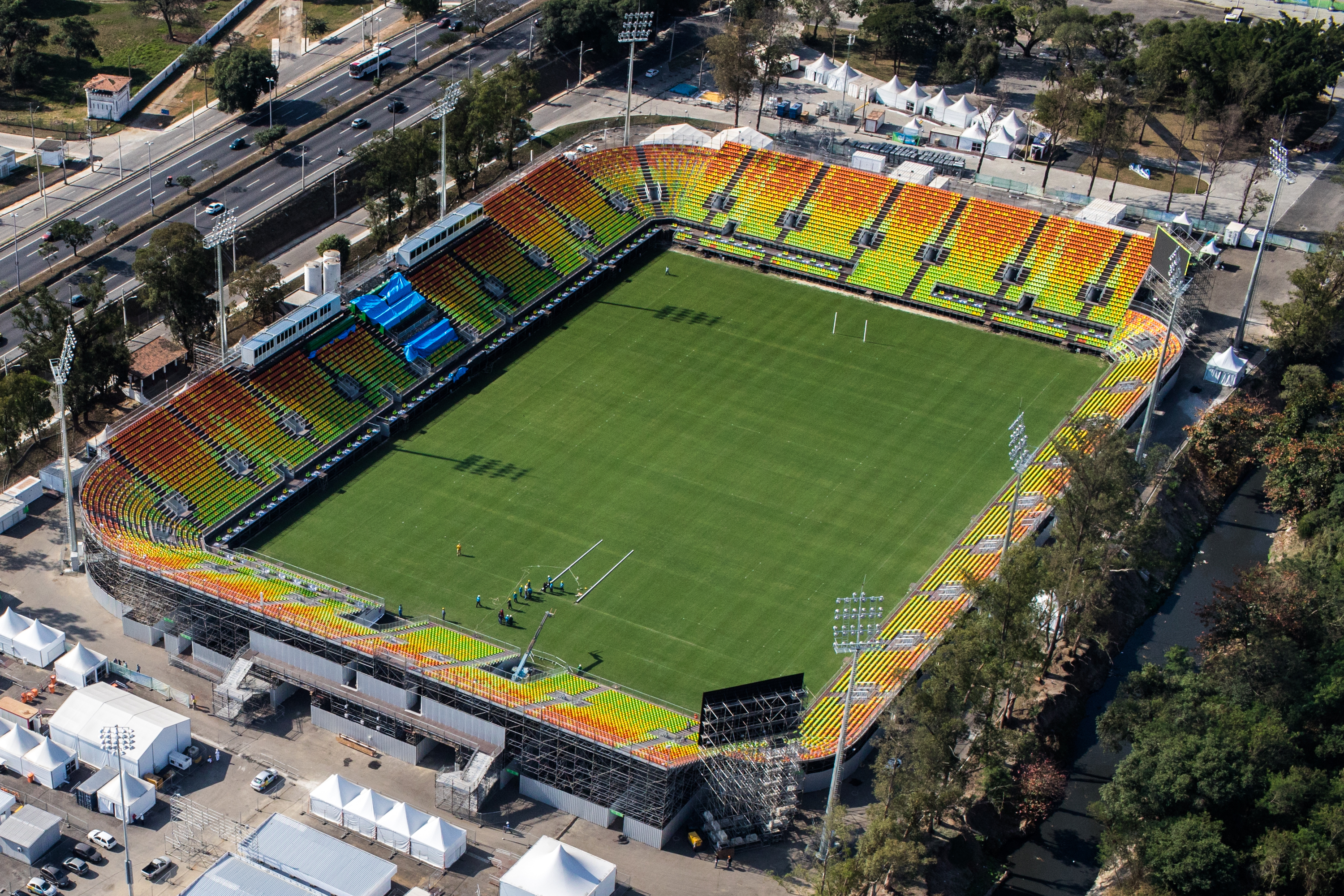
Stadio di Deodoro

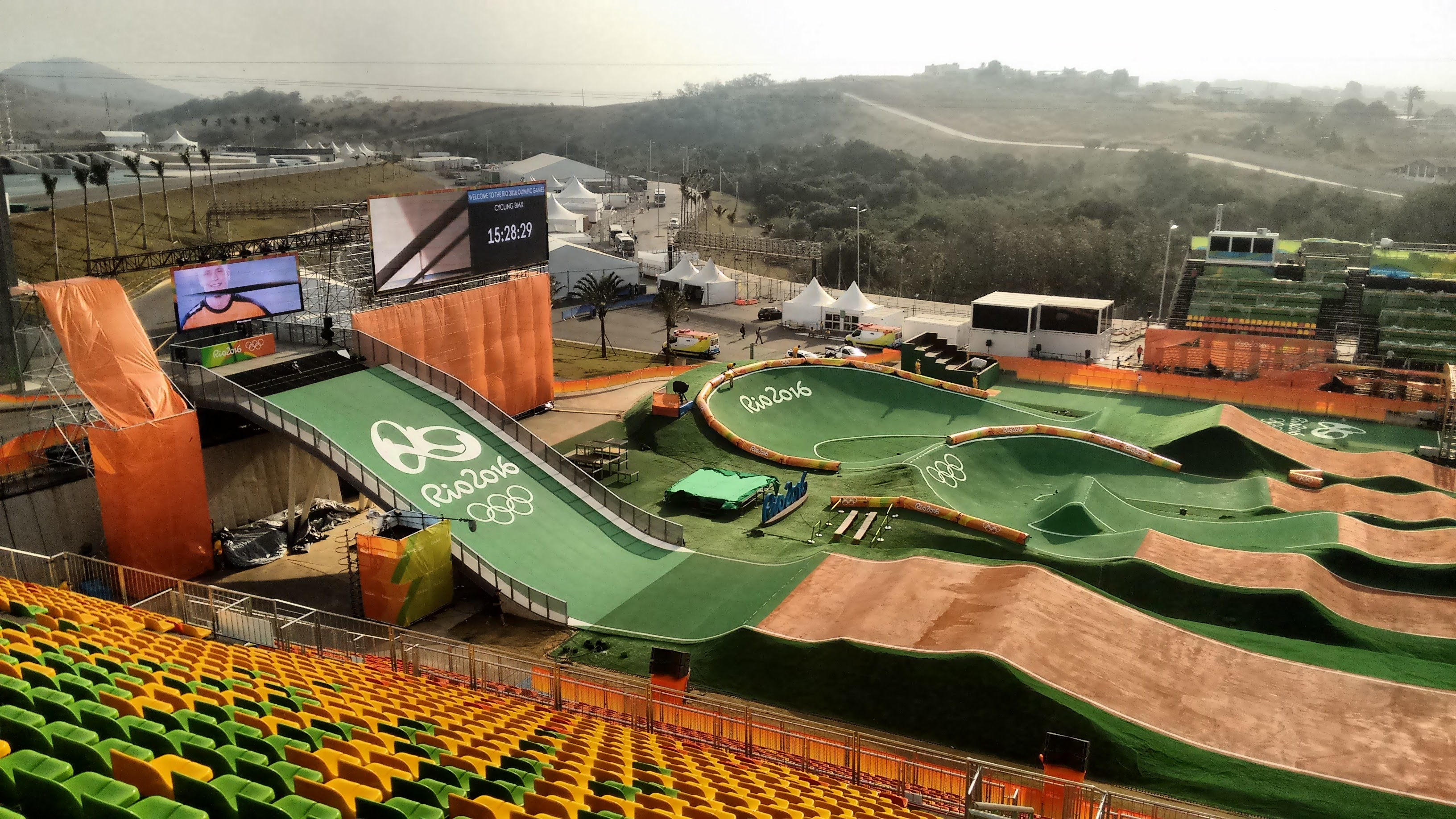
Parque Radical

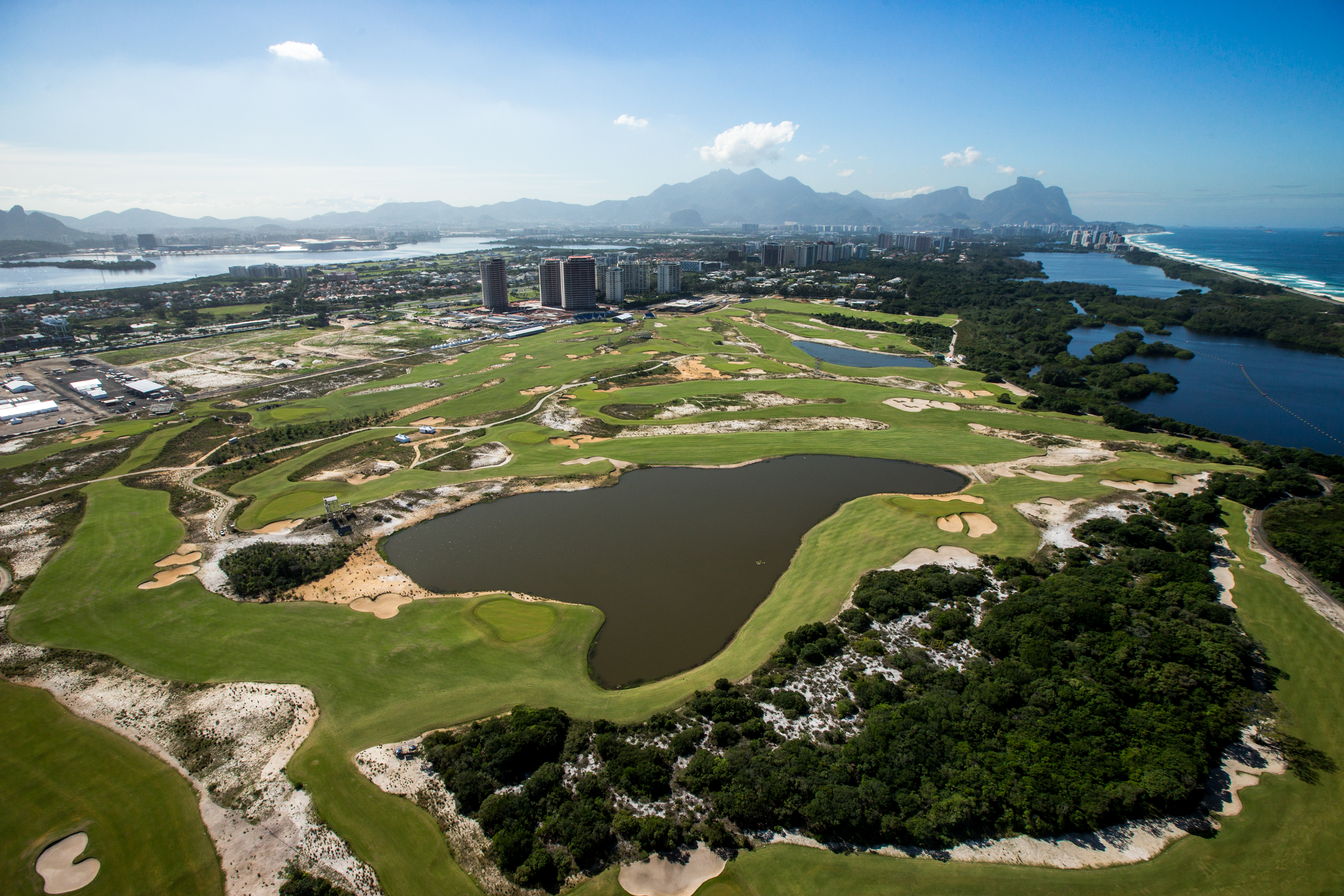
Campo Olímpico de Golfe

##### Zona Barra
- Arena Olimpica do Rio - Ginnastica artistica e ritmica
- Centro Acquatico Maria Lenk - Tuffi, nuoto sincronizzato
- Centro Olimpico de Tennis - Tennis
- Stadio Acquatico Olimpico - Nuoto, pallanuoto
- Arena Carioca 1 - Pallacanestro
- Arena Carioca 2 - Judo e lotta
- Arena Carioca 3 - Scherma e tacukwondo
- Arena do Futuro - Pallamano
- Velodromo Municipali do Rio - Ciclismo su pista
- Ponta - Atletica, Ciclismo su strada
- Riocentro - Badminton, pugilato, sollevamento pesi e tennistavolo
- Campo Olimpico de Golf - Golf

##### Zona Deodoro
- Arena da Juventude - Pallacanestro, pentathlon moderno (scherma)
- Estádio de Deodoro - Rugby, pentathlon moderno (equitazione, evento combinato)
- Centro Aquático de Deodoro - Pentathlon moderno (nuoto)
- Centro Nacional de Hipismo - Equitazione
- Centro Nacional de Hóquei - Hockey su prato
- Centro Nacional de Tiro - Tiro a segno/volo
- Parque Radical#Circuito di BMX - BMX
- Estádio de Canoagem Slalom - Canoa slalom
- Centro de Mountain Bike - Ciclismo (mountain bike)

##### Zona Maracanã
- Stadio Olimpico João Havelange - Atletica, calcio
- Sambodromo di Rio de Janeiro - Tiro con l'arco, atletica (maratona)
- Maracanã - Cerimonie, calcio (finali)
- Ginásio do Maracanãzinho - Pallavolo

##### Zona Copacabana
- Estádio de Copacabana - Beach volley
- Forte di Copacabana - Nuoto (maratona), triathlon
- Laguna Rodrigo de Freitas - Canoa (velocità), canottaggio
- Marina da Glória - Vela

#### Fuori Rio de Janeiro
- Itaipava Arena Fonte Nova - Calcio
- Stadio nazionale Mané Garrincha - Calcio
- Mineirão - Calcio
- Arena Corinthians - Calcio
- Arena da Amazônia - Calcio

### Simboli

#### Torcia
La fiamma olimpica è stata accesa il 21 aprile 2016 nel Tempio di Hera ad Olimpia, tradizionale inizio della fase greca della staffetta della fiaccola. La fiamma è stata consegnata agli organizzatori brasiliani durante una cerimonia allo Stadio Panatenaico di Atene il 27 aprile.
La staffetta della torcia ha iniziato il suo viaggio intorno al Brasile il 3 maggio dalla capitale Brasilia. La fiamma ha visitato più di 300 città brasiliane, comprese tutte le 26 capitali degli stati e il Distretto Federale brasiliano. La staffetta si è conclusa a Rio de Janeiro il 5 agosto quando la fiamma è stata utilizzata per accendere il calderone olimpico durante la cerimonia di apertura.

#### Emblema
L'emblema ufficiale delle Olimpiadi estive del 2016 è stato disegnato dall'agenzia brasiliana Tatíl Design ed è stato svelato il 31 dicembre 2010, vincendo un concorso contro 139 agenzie. Lo stemma rappresenta tre figure unite per braccia e piedi, con la forma complessiva che riflette quella del Pan di Zucchero. 
È stato progettato anche per avere una forma tridimensionale, che secondo il designer Fred Gelli lo ha reso il primo logo 3D nella storia delle Olimpiadi.

#### Mascotte
Il 24 novembre 2014 sono state svelate le mascotte ufficiali delle Olimpiadi estive e delle Paralimpiadi 2016, create dalla società di animazione Birdo con sede a San Paolo. La mascotte olimpica Vinicius, dal nome del musicista Vinicius de Moraes, rappresenta la fauna selvatica brasiliana e porta tratti di design di gatti, scimmie e uccelli.
La direttrice del marchio Beth Lula ha affermato che le mascotte avevano lo scopo di riflettere la diversità della cultura e delle persone del Brasile.

#### Medaglie

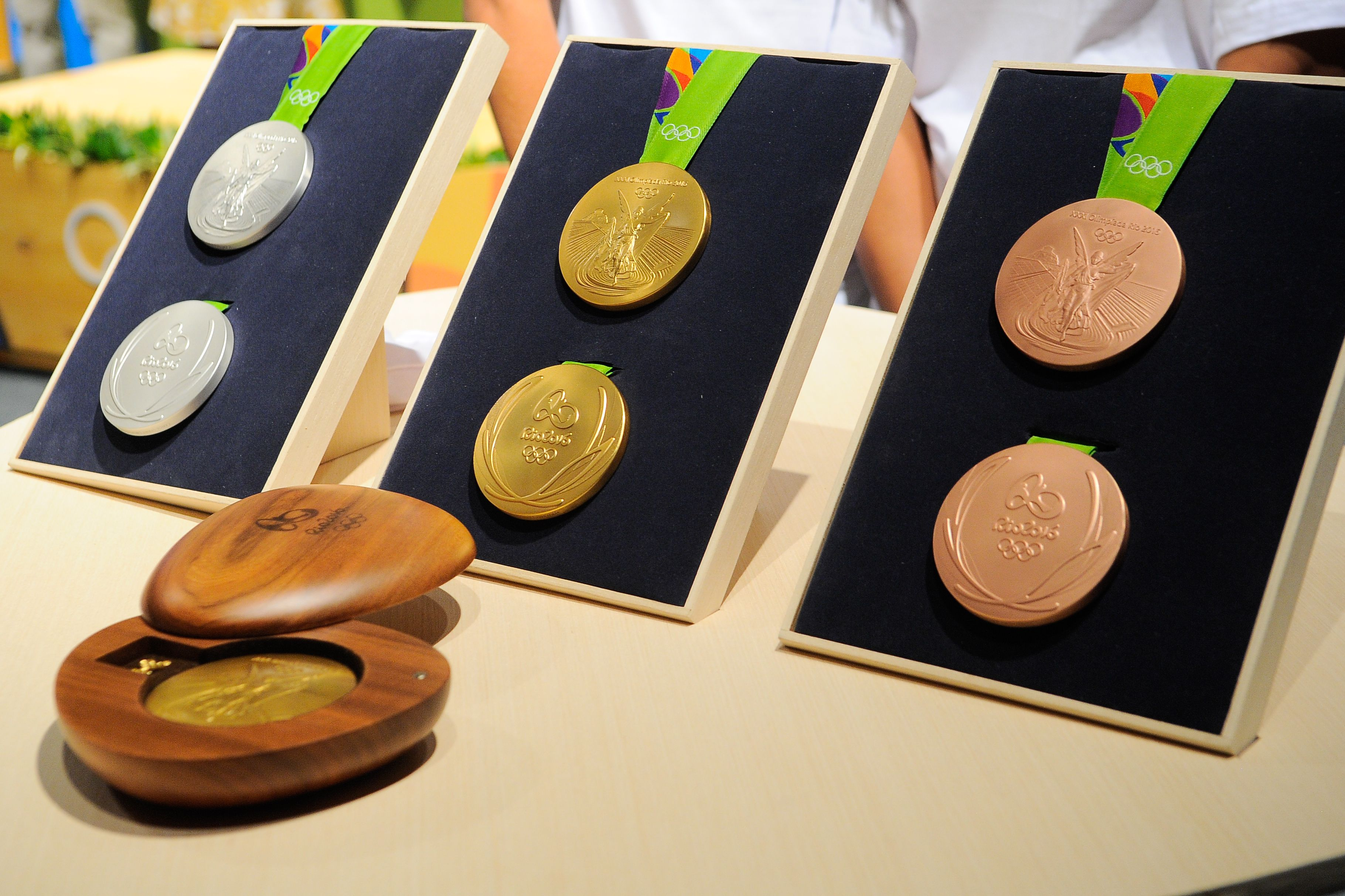
Medaglie per le Olimpiadi 2016

Le medaglie sono state prodotte dalla Casa da Moeda do Brasil (la zecca brasiliana). Il design della medaglia è stato svelato il 15 giugno 2016. Sono stati progettati per essere rispettosi dell'ambiente utilizzando materiali riciclati; le medaglie di bronzo e d'argento contenevano il 30% di materiali riciclati. Le medaglie d'oro sono state prodotte utilizzando oro estratto ed estratto secondo una serie di criteri di sostenibilità, come l'estrazione senza l'uso di mercurio.

## I Giochi

### Paesi partecipanti

Numero di atleti partecipanti per nazione.

Tutti i 205 Comitati Olimpici Nazionali hanno qualificato almeno un atleta. Le prime tre nazioni a qualificare gli atleti per i Giochi sono state Germania, Gran Bretagna e Paesi Bassi, che hanno qualificato quattro atleti ciascuno per il dressage a squadre vincendo medaglie nella squadra. evento ai FEI World Equestrian Games 2014.
Le Olimpiadi di Rio furono le prime a cui Kosovo e Sud Sudan poterono partecipare.
Il Kuwait fu escluso nell'ottobre 2015 per la seconda volta in cinque anni a causa dell'interferenza del governo nel comitato olimpico del paese. Gli atleti kuwaitiani hanno potuto partecipare come "Atleti olimpici indipendenti". Altresì i sollevatori di pesi bulgari e russi furono esclusi dalle Olimpiadi di Rio per numerose violazioni antidoping.
Di seguito sono riportate le nazioni e le squadre che parteciparono, con indicato tra parentesi il numero di atleti:
- Afghanistan (3)
- Albania (6)
- Algeria (64)
- Andorra (5)
- Angola (25)
- Arabia Saudita (12)
- Argentina (213)
- Armenia (33)
- Aruba (7)
- Antigua e Barbuda (9)
- Atleti Olimpici Indipendenti (9)
- Atleti Olimpici Rifugiati (10)
- Australia (419)
- Austria (71)
- Azerbaigian (56)
- Bahamas (28)
- Bahrein (35)
- Bangladesh (7)
- Barbados (12)
- Belgio (108)
- Belize (3)
- Benin (6)
- Bermuda (8)
- Bhutan (2)
- Bielorussia (124)
- Birmania (7)
- Bolivia (12)
- Bosnia ed Erzegovina (11)
- Botswana (12)
- Brasile (465)
- Brunei (1)
- Bulgaria (51)
- Burkina Faso (5)
- Burundi (9)
- Cambogia (6)
- Camerun (24)
- Canada (314)
- Capo Verde (5)
- Ciad (2)
- Cile (42)
- Cina (412)
- Cina Taipei (60)
- Cipro (16)
- Colombia (148)
- Comore (4)
- Corea del Nord (35)
- Corea del Sud (204)
- Costa d'Avorio (12)
- Costa Rica (10)
- Croazia (87)
- Cuba (120)
- Danimarca (121)
- Dominica (2)
- Ecuador (38)
- Egitto (120)
- El Salvador (8)
- Emirati Arabi Uniti (13)
- Eritrea (12)
- Estonia (45)
- Etiopia (35)
- Figi (51)
- Filippine (13)
- Finlandia (56)
- Francia (395)
- Gabon (6)
- Gambia (4)
- Georgia (40)
- Germania (425)
- Ghana (14)
- Giamaica (62)
- Giappone (333)
- Gibuti (7)
- Giordania (8)
- Gran Bretagna (366)
- Grecia (95)
- Grenada (6)
- Guam (5)
- Guatemala (21)
- Guinea (5)
- Guinea-Bissau (5)
- Guinea Equatoriale (2)
- Guyana (6)
- Haiti (10)
- Honduras (26)
- Hong Kong (38)
- India (124)
- Indonesia (28)
- Iran (64)
- Iraq (23)
- Irlanda (77)
- Islanda (8)
- Isole Cayman (5)
- Isole Cook (9)
- Isole Marshall (5)
- Isole Salomone (3)
- Isole Vergini Americane (7)
- Isole Vergini Britanniche (4)
- Israele (48)
- Italia (314)
- Kazakistan (104)
- Kenya (89)
- Kirghizistan (19)
- Kiribati (3)
- Kosovo (8)
- Kuwait (9)
- Laos (6)
- Lesotho (8)
- Lettonia (34)
- Libano (9)
- Liberia (2)
- Libia (7)
- Liechtenstein (3)
- Lituania (67)
- Lussemburgo (10)
- Macedonia (6)
- Madagascar (6)
- Malawi (5)
- Maldive (4)
- Malaysia (32)
- Mali (6)
- Malta (7)
- Marocco (51)
- Mauritania (2)
- Mauritius (12)
- Messico (125)
- Micronesia (5)
- Moldavia (23)
- Mongolia (43)
- Montenegro (34)
- Mozambico (6)
- Namibia (10)
- Nauru (2)
- Nepal (7)
- Nicaragua (5)
- Niger (6)
- Nigeria (75)
- Norvegia (62)
- Nuova Zelanda (199)
- Oman (4)
- Paesi Bassi (242)
- Pakistan (7)
- Palau (5)
- Palestina (6)
- Panama (10)
- Papua Nuova Guinea (8)
- Paraguay (11)
- Perù (29)
- Polonia (243)
- Portogallo (92)
- Porto Rico (42)
- Monaco (3)
- Qatar (38)
- Rep. Ceca (105)
- Rep. Centrafricana (6)
- Rep. del Congo (10)
- RD del Congo (4)
- Rep. Dominicana (29)
- Romania (97)
- Ruanda (8)
- Russia (271)
- Saint Kitts e Nevis (7)
- Saint Vincent e Grenadine (4)
- Samoa (8)
- Samoa Americane (4)
- San Marino (5)
- Saint Lucia (5)
- São Tomé e Príncipe (3)
- Senegal (22)
- Serbia (104)
- Seychelles (10)
- Sierra Leone (4)
- Singapore (25)
- Siria (7)
- Slovacchia (51)
- Slovenia (61)
- Somalia (2)
- Spagna (306)
- Sri Lanka (9)
- Stati Uniti (554)
- Sudafrica (137)
- Sudan (6)
- Sudan del Sud (3)
- Suriname (6)
- Svezia (152)
- Svizzera (104)
- Swaziland (2)
- Tagikistan (7)
- Tanzania (7)
- Thailandia (54)
- Timor Est (3)
- Togo (5)
- Tonga (7)
- Trinidad e Tobago (32)
- Tunisia (61)
- Turchia (103)
- Turkmenistan (9)
- Tuvalu (1)
- Uganda (21)
- Ucraina (203)
- Ungheria (160)
- Uruguay (17)
- Uzbekistan (70)
- Vanuatu (4)
- Venezuela (87)
- Vietnam (23)
- Yemen (4)
- Zambia (7)
- Zimbabwe (31)

### Discipline
In questa edizione gli sport sono passati da 26 a 28 con l'arrivo di due discipline.
Il golf è tornato ad essere fra le discipline riconosciute a livello olimpico dopo esservi stato escluso per oltre un secolo. Infatti le prime e ultime edizioni olimpiche ad aver insignito la categoria risalgono a Parigi 1900 e a Saint Louis 1904.
A tornare è stato anche il rugby, nella versione a 7, già presente come rugby a 15 in alcune delle prime edizioni.
Il programma delle olimpiadi estive 2016 ha previsto 28 sport per un totale di 42 discipline divise in 306 eventi.
| Disciplina                                                                   | Maschile  | Femminile | Misti | Totali      |
| ---------------------------------------------------------------------------- | --------- | --------- | ----- | ----------- |
| Atletica leggera                                                             | 24        | 23        |       | 47          |
| Badminton                                                                    | 2         | 2         | 1     | 5           |
| Calcio                                                                       | 1         | 1         |       | 2           |
| Canoa/kayak - Canoa velocità - Canoa slalom                                  | 11 8 3    | 5 4 1     |       | 16 12 4     |
| Canottaggio                                                                  | 8         | 6         |       | 14          |
| Ciclismo - BMX - Ciclismo su pista - Ciclismo su strada - Mountain biking    | 9 1 5 2 1 | 9 1 5 2 1 |       | 18 2 10 4 2 |
| Equitazione - Concorso completo - Dressage - Salto ostacoli                  |           |           | 6 2   | 6 2         |
| Ginnastica - Ginnastica artistica - Ginnastica ritmica - Trampolino elastico | 9 8 ⠀ 1   | 9 6 2 1   |       | 18 14 2     |
| Golf                                                                         | 1         | 1         |       | 2           |
| Hockey su prato                                                              | 1         | 1         |       | 2           |
| Judo (dettagli)                                                              | 7         | 7         |       | 14          |
| Lotta (dettagli) - Lotta libera - Lotta greco-romana                         | 12 6      | 6 ⠀       |       | 18 12 6     |

| Disciplina | Maschile      | Femminile     | Misti | Totali    |
| --- | ------------- | ------------- | ----- | --------- |
| Pallacanestro | 1             | 1             |       | 2         |
| Pallamano | 1             | 1             |       | 2         |
| Pallavolo - Beach volley (dettagli) - Pallavolo (dettagli)                                                                                 | 2 1           | 2 1           |       | 4 2       |
| Pentathlon moderno | 1             | 1             |       | 2         |
| Pugilato | 10            | 3             |       | 13        |
| Rugby a 7 (dettagli) | 1             | 1             |       | 2         |
| Scherma | 5             | 5             |       | 10        |
| Sollevamento pesi | 8             | 7             |       | 15        |
| Sport acquatici - Nuoto (dettagli) - Nuoto di fondo (dettagli) - Nuoto sincronizzato (dettagli) - Pallanuoto (dettagli) - Tuffi (dettagli) | 22 16 1 ⠀ 1 4 | 24 16 1 2 1 4 |       | 46 32 2 8 |
| Taekwondo | 4             | 4             |       | 8         |
| Tennis | 2             | 2             | 1     | 5         |
| Tennistavolo | 2             | 2             |       | 4         |
| Tiro | 9             | 6             |       | 15        |
| Tiro con l'arco | 2             | 2             |       | 4         |
| Triathlon | 1             | 1             |       | 2         |
| Vela | 5             | 4             | 1     | 10        |
| Totale (28 sport) | 161           | 136           | 9     | 306       |

### Calendario degli eventi
Le gare si sono tenute dal 3 al 21 agosto 2016. Le cerimonie di apertura e di chiusura si sono svolte presso lo Stadio Maracanã.
| ● | Cerimonia d'apertura |  | Competizioni |  | Finali | G | Galà della ginnastica | ● | Cerimonia di chiusura |

| Agosto                | Agosto                | Mer | Gio | Ven | Sab | Dom | Lun | Mar | Mer | Gio | Ven | Sab | Dom | Lun | Mar | Mer | Gio | Ven | Sab | Dom | Totale |
| Agosto                | Agosto                | 3   | 4   | 5   | 6   | 7   | 8   | 9   | 10  | 11  | 12  | 13  | 14  | 15  | 16  | 17  | 18  | 19  | 20  | 21  | Totale |
| --------------------- | --------------------- | --- | --- | --- | --- | --- | --- | --- | --- | --- | --- | --- | --- | --- | --- | --- | --- | --- | --- | --- | ------ |
| Cerimonia d'apertura  | Cerimonia d'apertura  |     |     | ●   |     |     |     |     |     |     |     |     |     |     |     |     |     |     |     |     |        |
| Atletica leggera      | Atletica leggera      |     |     |     |     |     |     |     |     |     | 3   | 5   | 4   | 5   | 5   | 4   | 6   | 7   | 7   | 1   | 47     |
| Badminton             | Badminton             |     |     |     |     |     |     |     |     |     |     |     |     |     |     | 1   | 1   | 2   | 1   |     | 5      |
| Beach volley          | Beach volley          |     |     |     |     |     |     |     |     |     |     |     |     |     |     | 1   | 1   |     |     |     | 2      |
| Calcio                | Calcio                |     |     |     |     |     |     |     |     |     |     |     |     |     |     |     |     | 1   | 1   |     | 2      |
| Canoa Kayak           | Acque libere          |     |     |     |     |     |     |     |     |     |     |     |     |     | 4   |     | 4   |     | 4   |     | 16     |
| Canoa Kayak           | Slalom                |     |     |     |     |     |     | 1   | 1   | 2   |     |     |     |     |     |     |     |     |     |     | 16     |
| Canottaggio           | Canottaggio           |     |     |     |     |     |     |     | 2   | 4   | 4   | 4   |     |     |     |     |     |     |     |     | 14     |
| Ciclismo              | Ciclismo su strada    |     |     |     | 1   | 1   |     |     | 2   |     |     |     |     |     |     |     |     |     |     |     | 18     |
| Ciclismo              | Ciclismo su pista     |     |     |     |     |     |     |     |     | 1   | 2   | 2   | 1   | 1   | 3   |     |     |     |     |     | 18     |
| Ciclismo              | Mountain bike         |     |     |     |     |     |     |     |     |     |     |     |     |     |     |     |     |     | 1   | 1   | 18     |
| Ciclismo              | BMX                   |     |     |     |     |     |     |     |     |     |     |     |     |     |     |     |     | 2   |     |     | 18     |
| Equitazione           | Equitazione           |     |     |     |     |     |     | 2   |     |     | 1   |     |     | 1   |     | 1   |     | 1   |     |     | 6      |
| Ginnastica            | Ginnastica artistica  |     |     |     |     |     | 1   | 1   | 1   | 1   |     |     | 4   | 3   | 3   | G   |     |     |     |     | 18     |
| Ginnastica            | Ginnastica ritmica    |     |     |     |     |     |     |     |     |     |     |     |     |     |     |     |     |     | 1   | 1   | 18     |
| Ginnastica            | Trampolino elastico   |     |     |     |     |     |     |     |     |     | 1   | 1   |     |     |     |     |     |     |     |     | 18     |
| Golf                  | Golf                  |     |     |     |     |     |     |     |     |     |     |     | 1   |     |     |     |     |     | 1   |     | 2      |
| Hockey su prato       | Hockey su prato       |     |     |     |     |     |     |     |     |     |     |     |     |     |     |     | 1   | 1   |     |     | 2      |
| Judo                  | Judo                  |     |     |     | 2   | 2   | 2   | 2   | 2   | 2   | 2   |     |     |     |     |     |     |     |     |     | 14     |
| Lotta                 | Lotta                 |     |     |     |     |     |     |     |     |     |     |     | 2   | 2   | 2   | 3   | 3   | 2   | 2   | 2   | 18     |
| Nuoto                 | Nuoto                 |     |     |     | 4   | 4   | 4   | 4   | 4   | 4   | 4   | 4   |     | 1   | 1   |     |     |     |     |     | 34     |
| Nuoto sincronizzato   | Nuoto sincronizzato   |     |     |     |     |     |     |     |     |     |     |     |     |     | 1   |     |     | 1   |     |     | 2      |
| Pallacanestro         | Pallacanestro         |     |     |     |     |     |     |     |     |     |     |     |     |     |     |     |     |     | 1   | 1   | 2      |
| Pallamano             | Pallamano             |     |     |     |     |     |     |     |     |     |     |     |     |     |     |     |     |     | 1   | 1   | 2      |
| Pallanuoto            | Pallanuoto            |     |     |     |     |     |     |     |     |     |     |     |     |     |     |     |     | 1   | 1   |     | 2      |
| Pallavolo             | Pallavolo             |     |     |     |     |     |     |     |     |     |     |     |     |     |     |     |     |     | 1   | 1   | 2      |
| Pentathlon moderno    | Pentathlon moderno    |     |     |     |     |     |     |     |     |     |     |     |     |     |     |     |     | 1   | 1   |     | 2      |
| Pugilato              | Pugilato              |     |     |     |     |     |     |     |     |     |     |     | 1   | 1   | 1   | 1   | 1   | 1   | 3   | 4   | 13     |
| Rugby a 7             | Rugby a 7             |     |     |     |     |     | 1   |     |     | 1   |     |     |     |     |     |     |     |     |     |     | 2      |
| Scherma               | Scherma               |     |     |     | 1   | 1   | 1   | 1   | 2   | 1   | 1   | 1   | 1   |     |     |     |     |     |     |     | 10     |
| Sollevamento pesi     | Sollevamento pesi     |     |     |     | 1   | 2   | 2   | 2   | 2   |     | 2   | 1   | 1   | 1   | 1   |     |     |     |     |     | 15     |
| Taekwondo             | Taekwondo             |     |     |     |     |     |     |     |     |     |     |     |     |     |     | 2   | 2   | 2   | 2   |     | 8      |
| Tennis                | Tennis                |     |     |     |     |     |     |     |     |     | 1   | 1   | 3   |     |     |     |     |     |     |     | 5      |
| Tennistavolo          | Tennistavolo          |     |     |     |     |     |     |     | 1   | 1   |     |     |     |     | 1   | 1   |     |     |     |     | 4      |
| Tiro a segno / volo   | Tiro a segno / volo   |     |     |     | 2   | 2   | 2   | 1   | 2   | 1   | 2   | 2   | 1   |     |     |     |     |     |     |     | 15     |
| Tiro con l'arco       | Tiro con l'arco       |     |     |     | 1   | 1   |     |     |     | 1   | 1   |     |     |     |     |     |     |     |     |     | 4      |
| Triathlon             | Triathlon             |     |     |     |     |     |     |     |     |     |     |     |     |     |     |     | 1   |     | 1   |     | 2      |
| Tuffi                 | Tuffi                 |     |     |     |     | 1   | 1   | 1   | 1   |     |     |     | 1   |     | 1   |     | 1   |     | 1   |     | 8      |
| Vela                  | Vela                  |     |     |     |     |     |     |     |     |     |     |     | 2   | 2   | 2   | 2   | 2   |     |     |     | 10     |
| Cerimonia di chiusura | Cerimonia di chiusura |     |     |     |     |     |     |     |     |     |     |     |     |     |     |     |     |     |     | ●   |        |
| Medaglie              | Medaglie              |     |     |     | 12  | 14  | 14  | 15  | 20  | 19  | 24  | 21  | 22  | 17  | 25  | 16  | 23  | 22  | 30  | 12  | 306    |
| Agosto                | Agosto                | Mer | Gio | Ven | Sab | Dom | Lun | Mar | Mer | Gio | Ven | Sab | Dom | Lun | Mar | Mer | Gio | Ven | Sab | Dom | Totale |
| Agosto                | Agosto                | 3   | 4   | 5   | 6   | 7   | 8   | 9   | 10  | 11  | 12  | 13  | 14  | 15  | 16  | 17  | 18  | 19  | 20  | 21  | Totale |

### Cerimonia di apertura
La cerimonia di apertura si è svolta il 5 agosto 2016 presso l'Estádio Jornalista Mário Filho, meglio noto come Maracanã. La direzione creativa è stata affidata a Fernando Merelles, Daniela Thomas e Andrucha Wasddington.

### Cerimonia di chiusura
La cerimonia di chiusura si è svolta il 21 agosto 2016, anch'essa presso l'Estádio Jornalista Mário Filho. Per la seconda volta nella storia delle Olimpiadi estive, lo stadio sede delle cerimonie di apertura e chiusura non è stato lo stesso dove si sono tenute le gare di atletica.

## Medagliere
Di seguito le prime 10 posizioni del medagliere:
| Pos. | Paese         | Oro | Argento | Bronzo | Totale |
| ---- | ------------- | --- | ------- | ------ | ------ |
| 1    | Stati Uniti   | 46  | 37      | 38     | 121    |
| 2    | Gran Bretagna | 27  | 23      | 17     | 67     |
| 3    | Cina          | 26  | 18      | 26     | 70     |
| 4    | Russia        | 19  | 18      | 19     | 56     |
| 5    | Germania      | 17  | 10      | 15     | 42     |
| 6    | Giappone      | 12  | 8       | 21     | 41     |
| 7    | Francia       | 10  | 18      | 14     | 42     |
| 8    | Corea del Sud | 9   | 3       | 9      | 21     |
| 9    | Italia        | 8   | 12      | 8      | 28     |
| 10   | Australia     | 8   | 11      | 10     | 29     |